# Coniothyrium fuckelii
Coniothyrium fuckelii Sacc. – gatunek grzybów z klasy Dothideomycetes. Grzyb mikroskopijny wywołujący choroby roślin z rodziny różowatych (Rosaceae): zamieranie podstawy pędów maliny i zgorzel pędów róży, podejrzewany także o udział w powstawaniu jesiennej osutki sosny.

## Systematyka i nazewnictwo
Pozycja w klasyfikacji według Index Fungorum: Coniothyrium, Coniothyriaceae, Pleosporales, Pleosporomycetidae, Dothideomycetes, Pezizomycotina, Ascomycota, Fungi.
Po raz pierwszy zdiagnozował go w 1878 r. Pier Andrea Saccardo w 1876 r. Ma ponad 30 synonimów. Niektóre z nich:
- Melanomma coniothyrium (Fuckel) L. Holm 1957
- Microsphaeropsis fuckelii (Sacc.) Boerema 2003
- Paraconiothyrium fuckelii (Sacc.) Verkley & Gruyter 2012
- Septoria sarmenti Sacc. 1883
- Sphaeria coniothyrium Fuckel 1870[6].

## Morfologia
Może być hodowany na sztucznych podłożach. Na podłożu OA kolonia rośnie umiarkowanie szybko, ma barwę ciemnobrązową. Tworzy pojedynczo, czasami w zespołach, brązowe, niemal kuliste pyknidia o średnicy 180–300 um i ścianie zbudowanej z pseudoparenchymy. Komórki konidiotwórcze hialinowe, beczułkowate w postaci fialidy wyrastającej na wewnętrznej ścianie pyknidium. Parafizy liczne, hialinowe, cylindryczne. Konidia bladożółte, krótkie, cylindryczne z zaokrąglonymi końcami, gładkie. Mają rozmiar 2,5–4,0 × 1,5–2,0 μm.